# 伊朗裂臀魚
伊朗裂臀鱼（学名：Schizothorax zarudnyi）为輻鰭魚綱鯉形目鲤科的一個種，分布於亞洲伊朗及阿富汗，本魚背鰭硬棘4枚；背鰭軟條8枚；臀鰭硬棘2枚；臀鰭軟條5枚。

## 扩展阅读
維基物種上的相關：伊朗裂臀鱼